# Live Is Life (Opus)
Live is Life is een nummer van de Oostenrijkse band Opus en is in Europa, de Verenigde Staten, Canada en Zuid-Afrika in juni 1985 op single uitgebracht.

## Achtergrond
De plaat is in 1984 live opgenomen tijdens een concert in Oberwart. De band wilde ter gelegenheid van de 11e verjaardag een meezing nummer componeren voor haar meest trouwe fans. Niemand kon toen bevroeden dat de band hiermee zo een enorme hit zou scoren. Later zijn er zijn verscheidene covers van de plaat gemaakt.
De plaat werd wereldwijd een enorme hit en bereikte in Opus' thuisland Oostenrijk, Duitsland, Frankrijk, Spanje en zelfs Canada de nummer 1-positie. In Zuid-Afrika  Noorwegen en Zwitserland werd de 2e positie bereikt, in de Verenigde Staten de 32e in de Billboard Hot 100 en in het Verenigd Koninkrijk bereikte de plaat de 6e positie in de UK Singles Chart.
In Nederland was de plaat op donderdag 14 maart 1985 TROS Paradeplaat op Hilversum 3 en werd een gigantische hit in de destijds drie hitlijsten op de nationale publieke popzender; de plaat bereikte de 3e positie in zowel de Nederlandse Top 40 als de Nationale Hitparade en de 4e positie in de TROS Top 50. In de Europese hitlijst op Hilversum 3, de TROS Europarade, werd de 3e positie bereikt.
In België bereikte de plaat de 2e positie in zowel de voorloper van de Vlaamse Ultratop 50 als de Vlaamse Radio 2 Top 30.

## Videoclip
De bijbehorende videoclip is in  januari 1985 opgenomen in de Arena Vienna te Wenen en geregisseerd door Anders Stenmo. In Nederland werd de videoclip destijds op televisie uitgezonden door de popprogramma's AVRO's Toppop, Countdown van Veronica en Popformule van de TROS.

## Warming Up Maradona
Tijdens de warming-up van het tweede halve finale-duel van de UEFA Cup op woensdag 19 april 1989 tussen FC Bayern München en SSC Napoli (2-2) in het Olympiastadion in München, hield Diego Maradona de bal hoog op het ritme van de muziek van Live Is Life. Belgisch sportcommentator Frank Raes van de destijds nog BRT zag deze warming-up ter plaatse en vroeg de televisiebeelden op bij de Duitse zender ZDF, die deze (nog) niet had uitgezonden. Raes maakte van de beelden en de muziek een video montage die uiteindelijk de hele wereld over is gegaan. Opus trad destijds live op in het stadion.
Ook NOS Studio Sport heeft de beelden destijds uitgezonden.
Na het overlijden van Maradona in november 2020 werd de plaat weer onder de aandacht gebracht. Als gevolg hierop deed de plaat in 2020 zijn herintrede in de jaarlijkse NPO Radio 2 Top 2000 van de Nederlandse publieke radiozender NPO Radio 2.

## Nederlandse hitnoteringen

### Nederlandse Top 40
| Positie: | 29 | 17 | 12 | 9 | 3 | 3 | 5 | 7 | 14 | 23 | uit |

### Nationale Hitparade
| Positie: | 34 | 4 | 3 | 5 | 8 | 13 | 14 | 25 | 41 | uit |

### TROS Top 50
Hitnotering: 21-03-1985 t/m 30-05-1985. Hoogste notering: #4 (1 week).

### TROS Europarade
Hitnotering: 04-02-1985 t/m 04-07-1985. Hoogste notering: #3 (2 weken).

### NPO Radio 2 Top 2000
| Nummer met noteringen in de NPO Radio 2 Top 2000 | '99  | '00 | '01  | '02  | '03  | '04  | '05  | '06-'08 | '09  | '10  | '11-'19 | '20 | '21  | '22  |
| ------------------------------------------------ | ---- | --- | ---- | ---- | ---- | ---- | ---- | ------- | ---- | ---- | ------- | --- | ---- | ---- |
| Live Is Life                                     | 1087 | 877 | 1444 | 1270 | 1456 | 1727 | 1858 | -       | 1629 | 1770 | -       | 877 | 1579 | 1653 |

1. ↑  Een '-' betekent dat het nummer niet was genoteerd en een vetgedrukt getal geeft de hoogste notering aan.
2. ↑  Deze tabel is bijgewerkt tot en met de laatste editie (2024).

## Vlaamse hitnoteringen

### VlaamseUltratop 50
| Hitnotering: 06-04-1985 t/m 24-08-1985 | Hitnotering: 06-04-1985 t/m 24-08-1985 | Hitnotering: 06-04-1985 t/m 24-08-1985 | Hitnotering: 06-04-1985 t/m 24-08-1985 | Hitnotering: 06-04-1985 t/m 24-08-1985 | Hitnotering: 06-04-1985 t/m 24-08-1985 | Hitnotering: 06-04-1985 t/m 24-08-1985 | Hitnotering: 06-04-1985 t/m 24-08-1985 | Hitnotering: 06-04-1985 t/m 24-08-1985 | Hitnotering: 06-04-1985 t/m 24-08-1985 | Hitnotering: 06-04-1985 t/m 24-08-1985 | Hitnotering: 06-04-1985 t/m 24-08-1985 | Hitnotering: 06-04-1985 t/m 24-08-1985 | Hitnotering: 06-04-1985 t/m 24-08-1985 | Hitnotering: 06-04-1985 t/m 24-08-1985 | Hitnotering: 06-04-1985 t/m 24-08-1985 | Hitnotering: 06-04-1985 t/m 24-08-1985 | Hitnotering: 06-04-1985 t/m 24-08-1985 | Hitnotering: 06-04-1985 t/m 24-08-1985 | Hitnotering: 06-04-1985 t/m 24-08-1985 | Hitnotering: 06-04-1985 t/m 24-08-1985 | Hitnotering: 06-04-1985 t/m 24-08-1985 | Hitnotering: 06-04-1985 t/m 24-08-1985 |
| Week:                                  | 1                                      | 2                                      | 3                                      | 4                                      | 5                                      | 6                                      | 7                                      | 8                                      | 9                                      | 10                                     | 11                                     | 12                                     | 13                                     | 14                                     | 15                                     | 16                                     | 17                                     | 18                                     | 19                                     | 20                                     | 21                                     |                                        |
| -------------------------------------- | -------------------------------------- | -------------------------------------- | -------------------------------------- | -------------------------------------- | -------------------------------------- | -------------------------------------- | -------------------------------------- | -------------------------------------- | -------------------------------------- | -------------------------------------- | -------------------------------------- | -------------------------------------- | -------------------------------------- | -------------------------------------- | -------------------------------------- | -------------------------------------- | -------------------------------------- | -------------------------------------- | -------------------------------------- | -------------------------------------- | -------------------------------------- | -------------------------------------- |
| Positie:                               | 36                                     | 18                                     | 13                                     | 7                                      | 6                                      | 2                                      | 3                                      | 4                                      | 5                                      | 9                                      | 12                                     | 17                                     | 20                                     | 22                                     | 25                                     | 25                                     | 27                                     | 35                                     | 36                                     | 37                                     | 38                                     | uit                                    |